# Campylanthus somaliensis
Campylanthus somaliensis là một loài thực vật có hoa trong họ Mã đề. Loài này được A.G.Mill. mô tả khoa học đầu tiên năm 1988.